# Wyomingi varangy
A wyomingi varangy (Anaxyrus baxteri) a kétéltűek (Amphibia) osztálynak békák (Anura) rendjébe és a varangyfélék (Bufonidae) családjába tartozó faj.

## Előfordulása
Az Amerikai Egyesült Államokban honos, csak a Laramie folyó völgyében él, Wyoming déli részén.

## Megjelenése
Testhossza az 56 millimétert is elérheti, a nőstények valamivel nagyobbra nőnek, mint a hímek. Teste sötétbarna, szürke vagy zöld színű, alsó oldalán apró, sötét jegyekkel. Háti felületén kicsi, lekerekített, foltos szemölcsöket, valamint elmosódott, világos vonalakat hordoz. A hím varangy torka sötét.

## Természetvédelmi helyzete
Az 1980-as évek végén kihalt a vadonból, ma már csak fogságban él, visszatelepítése folyamatban. A Természetvédelmi Világszövetség Vörös listáján vadon kihalt fajként szerepel.